# Scott-Puffer
Der Scott-Puffer ist eine Pufferlösung, die bei der Hämatoxylin-Eosin-Färbung von biologischen Geweben verwendet wird. Es handelt sich um destilliertes Wasser mit 0,2 % (w/v) Natriumhydrogencarbonat und 2 % (w/v) Magnesiumsulfat.
Bei dieser Färbeprozedur ist es notwendig, nach der Hämatoxylin-Färbung den pH-Wert im Gewebe von sauer nach leicht basisch zu erhöhen, was einen Farbumschlag von rotbraun in Richtung blauviolett bewirkt („Bläuen“). Sehr häufig wird dies einfach durch Spülen mit Leitungswasser erreicht. Nachteil dieser Methode ist jedoch, dass der pH-Wert des Leitungswassers schwanken kann, überdies behalten sich die Wasserwerke vor, das Wasser bei Bedarf zu chloren. Gechlortes Wasser ist zum Bläuen ungeeignet und zerstört die Färbung. Daher wird im Interesse der Labor-Qualitätssicherung bisweilen das Leitungswasser durch die Pufferlösung nach Scott ersetzt.